# Tanaecia pardalis
Tanaecia pardalis är en fjärilsart som beskrevs av Vollenhoven 1862. Tanaecia pardalis ingår i släktet Tanaecia och familjen praktfjärilar. Inga underarter finns listade i Catalogue of Life.